# Péas
Péas és un municipi francès, situat al departament del Marne i a la regió del Gran Est. L'any 2007 tenia 68 habitants.

## Demografia

### Població
El 2007 la població de fet de Péas era de 68 persones. Hi havia 24 famílies, de les quals 4 eren unipersonals (4 homes vivint sols), 4 parelles sense fills, 8 parelles amb fills i 8 famílies monoparentals amb fills.
La població ha evolucionat segons el següent gràfic:
Habitants censats

### Habitatges
El 2007 hi havia 38 habitatges, 28 eren l'habitatge principal de la família, 6 eren segones residències i 4 estaven desocupats. Tots els 37 habitatges eren cases. Dels 28 habitatges principals, 21 estaven ocupats pels seus propietaris, 3 estaven llogats i ocupats pels llogaters i 4 estaven cedits a títol gratuït; 2 tenien una cambra, 7 en tenien tres, 4 en tenien quatre i 15 en tenien cinc o més. 21 habitatges disposaven pel capbaix d'una plaça de pàrquing. A 6 habitatges hi havia un automòbil i a 19 n'hi havia dos o més.

### Piràmide de població
La piràmide de població per edats i sexe el 2009 era:
| Homes | Edats   | Dones |
| ----- | ------- | ----- |
| 0     | 95 o +  | 0     |
| 0     | 90 a 94 | 0     |
| 0     | 85 a 89 | 4     |
| 0     | 80 a 84 | 0     |
| 4     | 75 a 79 | 0     |
| 0     | 70 a 74 | 4     |
| 4     | 65 a 69 | 0     |
| 4     | 60 a 64 | 4     |
| 0     | 55 a 59 | 4     |
| 4     | 50 a 54 | 0     |
| 8     | 45 a 49 | 0     |
| 0     | 40 a 44 | 4     |
| 0     | 35 a 39 | 4     |
| 4     | 30 a 34 | 0     |
| 0     | 25 a 29 | 4     |
| 0     | 20 a 24 | 0     |
| 0     | 15 a 19 | 0     |
| 4     | 10 a 14 | 0     |
| 0     | 5 a 9   | 0     |
| 0     | 0 a 4   | 0     |

## Economia
El 2007 la població en edat de treballar era de 45 persones, 35 eren actives i 10 eren inactives. De les 35 persones actives 34 estaven ocupades (20 homes i 14 dones) i 1 aturada (1 dona i 1 dona). De les 10 persones inactives 2 estaven jubilades, 5 estaven estudiant i 3 estaven classificades com a «altres inactius».
Activitats econòmiques
Dels 4 establiments que hi havia el 2007, 1 era d'una empresa extractiva, 1 d'una empresa de fabricació d'altres productes industrials, 1 d'una empresa de construcció i 1 d'una empresa de serveis.
Dels 2 establiments de servei als particulars que hi havia el 2009, 1 era un taller de reparació d'automòbils i de material agrícola i 1 paleta.
L'any 2000 a Péas hi havia 10 explotacions agrícoles que ocupaven un total de 721 hectàrees.

## Poblacions més properes
El següent diagrama mostra les poblacions més properes.